# Mechthild Dreyer
Mechthild Dreyer (* 21. Oktober 1955 in Ratingen) ist eine deutsche Philosophin und Hochschullehrerin.

## Leben
Von 1974 bis 1980 absolvierte sie ein Studium der Katholischen Theologie, Philosophie und Pädagogik an der Universität Bonn und schloss dieses 1980 mit einem Diplom in Katholischer Theologie ab. Während der Promotionszeit war sie von 1980 bis 1982 wissenschaftliche Mitarbeiterin am Seminar für Christliche Religionsphilosophie/Fundamentaltheologie der Albert-Ludwigs-Universität Freiburg und erhielt von 1982 bis 1984 ein Stipendium der Bischöflichen Studienförderung Cusanuswerk. Nach der Promotion in Philosophie 1984 über die Idee Gottes bei Hermann Cohen arbeitete sie an der FU Berlin und an der Universität Bonn, wo sie 1995 mit einer Arbeit über wissenschaftliches Wissen im 12. Jahrhundert habilitierte. 1997 erhielt sie den Preis der Nordrhein-Westfälischen Akademie der Wissenschaften und der Künste und war von 1995 bis 1999 stellvertretende Direktorin des Albertus-Magnus-Institutes in Bonn. Von 1999 bis 2021 war sie Professorin für Philosophie des Mittelalters an der Johannes Gutenberg-Universität Mainz; die Professur ist ein Konkordatslehrstuhl. Seit 2021 hat sie die wissenschaftliche Leitung des Kompetenzzentrums für Studium und Beruf an der Rheinland-Pfälzischen Technischen Universität Kaiserslautern-Landau inne.
Von 2004 bis 2008 war sie Stellvertretende Vorsitzende des Hochschulrates der Universität Mainz und von 2005 bis 2008 Sprecherin des Historisch-Kulturwissenschaftlichen Forschungszentrums Mainz-Trier. Von 2010 bis zum 14. Januar 2018 war sie Vizepräsidentin für Studium und Lehre der Universität Mainz. Seit 2011 ist sie am Graduiertenkolleg „Theologie als Wissenschaft. Formierungsprozesse der Reflexivität von Glaubenstraditionen in historischer und systematischer Analyse (GRK 1728/1“) (Universität Frankfurt a. M.) beteiligt.
Ihre Forschungsschwerpunkte liegen in der Metaphysik, der Wissenschaftsphilosophie insbesondere des Mittelalters und der Philosophie der Philosophiegeschichte.

## Schriften
Monografien
- Die Idee Gottes im Werk Hermann Cohens. (= Monographien zur philosophischen Forschung 230). Königstein im Taunus 1985. Dissertation Bonn 1984
- More mathematicorum. Rezeption und Transformation der antiken Gestalten wissenschaftlichen Wissens im 12. Jahrhundert (= Beiträge zur Geschichte der Philosophie und Theologie des Mittelalters, NF 47). Münster 1996. Habilitationsschrift Bonn 1995/96
- Razionalità scientifica e teologia (= Storia della teologia medievale 24). Mailand 2001
- mit Mary B. Ingham: Johannes Duns Scotus zur Einführung. Hamburg 2003

Herausgeberschaft
- mit Kurt Fleischhauer: Natur und Person im ethischen Disput. Freiburg im Breisgau 1998
- mit Ludger Honnefelder u. a.: Albertus Magnus und die Anfänge der Aristoteles-Rezeption im lateinischen Mittelalter. Von Richardus Rufus bis zu Franciscus de Mayronis. Münster 2005
- mit Jörg Rogge: Mainz im Mittelalter. Mainz 2009
- mit Jan Kusber u. a.: Historische Kulturwissenschaften. Positionen, Praktiken und Perspektiven. Bielefeld 2010
- mit Edouard Mehl: La réception de Duns Scotus / Die Rezeption des Duns Scotus (= Proceedings of The Quadruple Congress on Duns Scotus Pt. 4). Münster 2013
- mit Klaus Dicke u. Uwe Schmidt: Geistes- und Sozialwissenschaften an der Universität von morgen. Wiesbaden 2014